# Miroslav de Hum
Miroslav de Hum ou Miroslav Zavidović (serbe cyrillique Мирослав Завидовић) est de 1162 à 1190 un Grand Prince (Veliki Župan) Serbe de Zachlumie c'est-à-dire Hum, un apanage et division administrative de la Rascie qui s'étendait partiellement sur l'actuelle Herzégovine et le sud de la Dalmatie.

## Biographie
Miroslva né dans la seconde moitié du XIIe siècle, est le fils de Zavida, un dynaste serbe peut-être issu de la dynastie Vukanović qui gouverne brièvement comme Prince de Zahumlje, il a trois frères : Tihomir, Stracimir et Stefan Nemanja.

### Guerre civile entre les frères
Miroslav reçoit comme apanage Zahumlje avec comme capitale Ston, où il gouverne avec le titre de Prince ou Grand Prince. Miroslav et ses deux frères emprisonnent Stefan Nemanja après qu'il est fait édifier plusieurs monastères sans l'accord de Tihomir. Stefan Nemanja prend la tête d'une révolte contre son frère aîné Tihomir en 1166, qui s'enfuit avec ses deux frères Stracimir et Miroslav chez les Grecs afin d'obtenir de l'aide . La même année, Stefan Nemanja défait une armée byzantine de mercenaires près de la cité de Pantino au Kosovo au cours de l'engagement Tihomir se noie dans la rivière Sitnica. Miroslav et Stracimir sont privés de leurs titres et l'ensemble de leurs domaines sont unifiés par Stefan Nemanja qui s’attribue le titre de souverain des pays Serbie, il pardonne ensuite à ses deux frères survivants qui continuent à gouverner leurs territoires comme vassaux.

### Règne

Église Saint-Pierre, Bijelo Polje.

Il battit le monastère de Saint-Pierre sur la rivière Lim et épouse une sœur du Ban Kulin de Bosnie. À la suite de la mort de l'empereur Manuel, Miroslav prend sous sa protection la famille narentine Kačić, les instigateurs du meurtre
de l'évêque Rajneri, évêque de Split et met la main sur la fortune de l’évêque. Ses réticences et à permettre au catholicisme de prospérer dans sa région entraînent son excommunication par la Papauté en 1181, de ce fait l'évêque de Ston abandonne son siège épiscopal et l'évêché de Ston demeure vacant,.
En 1184, Miroslav entreprend de récupérer les îles de Korčula et de Vis. Le 18 août 1184 la flotte de Miroslav
est annihilée par celle de la république de Raguse à Poljice près de Koločep, et il est contraint de signer la paix avec 
Dubrovnik. Il réclame l'aide de son frère, le prince Stracimir. En 1185, Stracimir effectue un raid sur Korčula et Vis avec la flotte de Dioclée. Il entre en guerre contre la république de Raguse, mais il doit signer la paix car Miroslav a lui-même conclu un traité pendant que Stracimir rassemblait ses forces. La même année les Byzantins lancent une contre attaque sur la Serbie, mais un soulèvement des Bulgares dans la région du Danube les oblige à abandonner leur offensive, de ce fait le duc Stefan Nemanja mais à profit la situation pour s'emparer de Timok et de Niš et de mettre à sac Svrljig, Ravno et Koželj. Pendant que
Stefan Nemanja contrôle Niš, il l'utilise comme capitale et base arrière de ses opérations militaires.
Miroslav est de nouveau en guerre avec Dubrovnik en 1185, la paix conclu en 1186 est suivi de l'établissement de relations cordiales entre les deux partis jusqu'à sa mort . Le traité qui met fin au conflit pour Korčula est signé avec les Normands qui contrôlaient Korčula, et les serbes le 27 septembre 1186 par Stefan Nemanja et Miroslav. Hum renonce à ses revendications sur Korčula et Vis.
Lorsque Stefan Nemanja décide de prendre le contrôle de la Duklja au cours de la décennie 1180, Stracimir et Miroslav attaquent les forces du souverain de Dioclée Mihailo. En 1190-1192, Stefan Nemanja confie brièvement la souveraineté sur Hum à son fils Rastko Nemanjić le futur Saint Sava, premier archevêque de Peć, bien que Miroslav contrôle la région de la Lim region avec Bijelo Polje, Rastko toutefois prend l'habit monastique et Miroslav poursuit son règne sur Hum après 1192.

### Mort, famille et postérité
Il meurt très âgé vers 1198 et son fil Toljen lui vait succédé comme prince de Hum vers 1192-1196. De son épouse la sœur du Ban Kulin il laisse deux fils : Andrija Miroslavljević (en) et 
Toljen Miroslavljević (en) qui épouse la fille du duc Berthold IV de Méranie. Il semble qu'il ait eu un autre fils nommé Petar Miroslavljević (en), bien que sa parenté demeure hypothétique.
L'Évangile de Miroslav, le plus ancien document connu écrit en serbe cyrillique, a été patronné par lui et écrit en son honneur. Parmi ses fondations religieuses on note les églises de Saint-Pierre et Saint-Paul de Bijelo Polje, sur la rivière Lim, auxquelles il fait don de 20 villages.

## Sources
- (en) John Van Antwerp Fine, The Late Medieval Balkans : A Critical Survey from the Late Twelfth Century to the Ottoman Conquest, Ann Arbor, University of Michigan Press, 1994, 683 p. (ISBN 978-0-472-08260-5, lire en ligne).
- (sr) Стеван Немања Владимир Ћоровић - Историја српског народа, Rastko.